# スーパースターはブロンドがお好き
『スーパースターはブロンドがお好き』（原題： Blondes Have More Fun）は、ロッド・スチュワートが1978年に発表したソロ・アルバム。スタジオ・アルバムとしては9作目。

## 解説
前作『明日へのキック・オフ』（1977年）に引き続き、スチュワートのレギュラー・バンドを中心に録音された。一部の楽曲で、当時流行していたディスコの要素を取り入れている。アメリカでは、スチュワートにとって2作目のBillboard 200での1位獲得アルバムとなった。
本作からは、「アイム・セクシー」（全英1位・全米1位）、「あばずれ女のバラード」（全英11位・全米22位）、「スーパースターはブロンドがお好き」（全英63位）がシングル・ヒットした。
イギリスでは、ジャケットと同じデザインを使用したピクチャー・レコードもリリースされた。

## 収録曲

### Side 1
1. アイム・セクシー - Da Ya Think I'm Sexy? (Rod Stewart, Carmine Appice, Duane Hitchings) - 5:28
2. ダーティ・ウィークエンド - Dirty Weekend (R. Stewart, Gary Grainger) - 2:34
3. あばずれ女のバラード - Ain't Love a Bitch (R. Stewart, G. Grainger) - 4:36
4. 青春の思い出 - The Best Days of My Life (R. Stewart, Jim Cregan) - 4:20
5. 愛の代償 - Is That The Thanks I Get? (R. Stewart, J. Cregan) - 4:29

### Side 2
1. 求む、いい女 - Attractive Female Wanted (R. Stewart, G. Grainger) - 4:14
2. スーパースターはブロンドがお好き - Blondes (Have More Fun) (R. Stewart, J. Cregan) - 3:40
3. ラスト・サマー - Last Summer (R. Stewart, Phil Chen) - 4:00
4. シャドウズ・オブ・ラヴ - Standin' in the Shadows of Love (Brian Holland, Lamont Dozier, Eddie Holland) - 4:24
5. うちひしがれて - Scarred and Scared (R. Stewart, G. Grainger) - 4:50

## レコーディング・メンバー
- ロッド・スチュワート - ボーカル
- ジム・クリーガン - ギター
- ゲイリー・グレインジャー - ギター
- ビリー・ピーク - ギター
- フィル・チェン - ベース
- カーマイン・アピス - ドラムス、バッキング・ボーカル

### ゲスト
- デュアン・ヒッチングス - キーボード、シンセサイザー
- ロジャー・ベセルミー - ドラムス
- パウリーニョ・ダ・コスタ - パーカッション
- トミー・ヴィグ - パーカッション
- ニッキー・ホプキンス - ピアノ
- ゲイリー・ハービグ - フルート
- フレッド・タケット - ギター
- フィル・ケンジー - ホーン
- スティーヴ・マダイオ - ホーン
- トム・スコット - ホーン
- マイク・フィニガン - バッキング・ボーカル
- マックス・グローネンサル - バッキング・ボーカル
- デル・ニューマン - ストリングス・アレンジ